# 竇一桂
竇一桂（1493年—1560年），字元方，號石磐，山西武鄉縣人，明朝政治人物。同进士出身。窦明之子。

## 生平
五岁喪母，由祖母馬氏抚育长大。正德十一年（1516年）丙子科山西乡试举人，嘉靖五年（1526年）丙戌科进士，次年授湖广宝庆府推官，十年行取，升户部廣東司主事，不久负责监收德州倉，十三年遷光祿寺寺丞，十八年丁父忧，服阕，起复原职，二十四年三月升光禄寺少卿，二十八年七月升顺天府府丞，三十年九月升太僕寺卿，三十一年十一月轉光禄寺卿，三十四年參奏太监李泽及署官鄧木不法事，触怒世宗，并下诏狱，黜为江西参议，三十五年升山东按察司副使，再升陕西右参政，奉敕修筑边堡，三十六年九月升山东按察使，三十七年闰七月升河南右布政使，同年底以考察去职。嘉靖三十九年去世，享年六十八。

## 墓葬
墓在都城東直門外杜哥莊祖塋。

## 家族
祖父竇子文，初任京倉副使，終河南桃园集巡检，以子貴，贈刑科给事中。父竇明，號晴山，正德辛未進士，官至陕西右布政使。母吴氏，継母任氏。